# Voormalige Stadstimmertuin 1
Voormalige Stadstimmertuin 1 te Amsterdam is een gebouw aan de straat Voormalige Stadstimmertuin te Amsterdam-Centrum.
Die genoemde stadstimmertuinen ook de schuitenmakerswerf vertrokken vanaf 1898 en 1899 naar een complex aan de Van Reigersbergenstraat in Amsterdam Oud-West. In nasleep daarvan werd er in 1900 opdracht gegeven enkele gebouwen (gebouwen 1-4) te slopen. Dit volgde op een aanbesteding in 1899 voor een noodschool op het terrein. Amsterdam had hier behoefte aan (veel) scholen en gaf daarom de Dienst der Publieke Werken opdracht twee scholen elk voor zeshonderd leerlingen te ontwerpen. Er werd toen nog gedacht aan adressen aan de Amstel 163 (A en K). De twee scholen zouden daarbij tegenover elkaar komen te staan (gebouw A ten zuiden van de straat; gebouw B ten noorden van de straat. De plattegronden zouden voor beide gebouwen grotendeels gelijk zijn. Daar waar gebouw A twee trapgevels zou krijgen, moest gebouw het doen met “slechts” één trapgevel (uiterst links). Deze trapgevels vormden de uiteinden van dat deel van het gebouw waarin het trappenhuis zich bevindt. Het gebouw dat uiteindelijke Voormalige Timmertuin 1 zou worden bestaat uit  drie bouwlagen met daarboven de kap. Dat werd school no. 107; een openbare lagere school der 1e klasse. Het gebouw dat er staat ziet er overigens iets anders uit dan op de tekening. Vanaf de straat kijkend zit er nog een aanbouw aan de rechter kant.
Aan de straatkant zijn twee geveltableaus te zien; één hoog in de gevel (anno 1900) en één boven de toegangsdeur. Origineel vermeldde wat voor een school het was (1e  klasse). Twee scholen bleken te veel voor deze buurt, mede doordat mensen wegtrokken naar nieuw gebouwde wijken in Amsterdam-Oost. Deze lagere school werd rondom 1910 vervangen door een middelbare school (Uitgebreid Lager Onderwijs, ULO en MULO), genaamd Amstelschool. In de Tweede Wereldoorlog werd hier het Joods Lyceum gevestigd, Joden mochten niet naar een “gewone school” en werden hier centraal ondergebracht. Deze was hier in 1941 en 1942 gevestigd, Anne Frank en Margot Frank waren er leerlingen. In 1943 werd de school, nadat vrijwel alle Joodse gezinnen waren gedeporteerd en omgebracht, opgeheven. Een herdenkingstegeltableau met een driedimensionale davidster herinnert hier aan; ook is er naast de toegangsdeur een plaquette geplaatst. In 1965 had schilder Chris van Voorst in de school nog een vier bij vier meter metende muurschildering getiteld Bezetters in actie aangebracht ter nagedachtenis aan de slachtoffers. In 1988 kwam nadat het gebouw door Amsterdam was overgedragen aan het Rijk het bericht dat de schildering al dan niet bewust was overgeschilderd dan wel vernietigd. De toenmalige leerlingen vonden de schildering dermate schrikbarend (Duitse militairen die hakenkruizen droegen) dat het werd overgeschilderd, niet wetend dat het een oorlogsmonument was.  Er werd nog gekeken of het hersteld kon worden, maar sindsdien is er niets meer over te vinden.
Op 14 november 2006 werd het tot gemeentelijk monument verklaard.
In 2023 is een Buitenschoolse opvang (BSO) gevestigd.

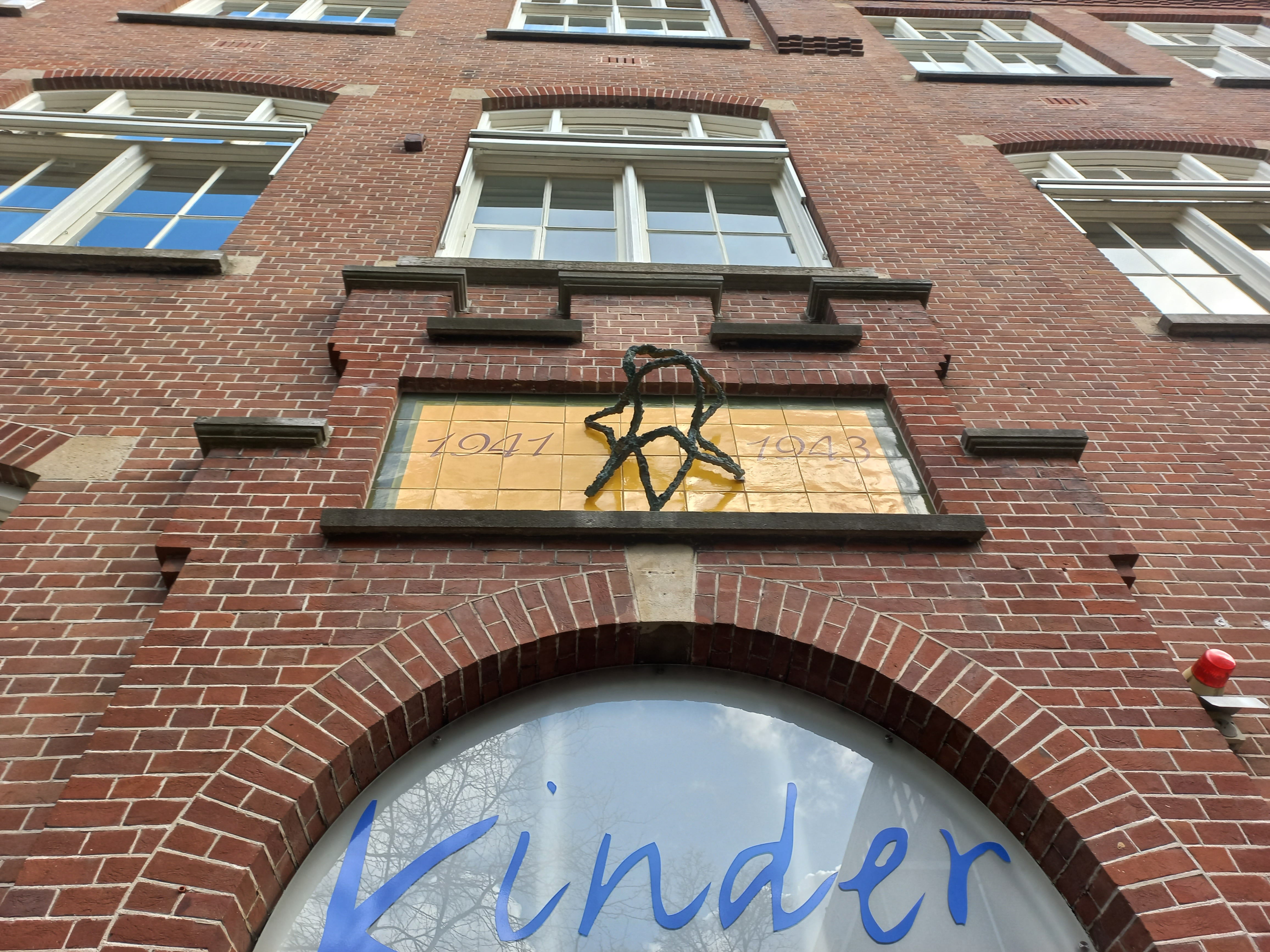
Oorlogsmonumentje (april 2023)